# Palästinensische Hikaye
Als Hikaye (arabisch حكاية, DMG ḥikāya ‚Geschichte, Erzählung‘) werden von den Palästinensern mündlich überlieferte Volksmärchen bezeichnet, die überwiegend von illiteraten älteren Frauen in Gegenwart anderer Frauen und Kinder erzählt werden. Sie dienen der Unterhaltung und Erziehung und werden zumeist in einem häuslichen Umfeld vorgetragen. Die Hikaye-Erzählform wird seit 2005 von der UNESCO zu den Meisterwerken des mündlichen und immateriellen Erbes der Menschheit gezählt. Infolge von veränderten Sozialstrukturen, einem breiteren Zugang zu schulischer Bildung und durch die Verbreitung von Massenmedien stirbt die Tradition jedoch langsam aus.

## Themen und Erzählsituation

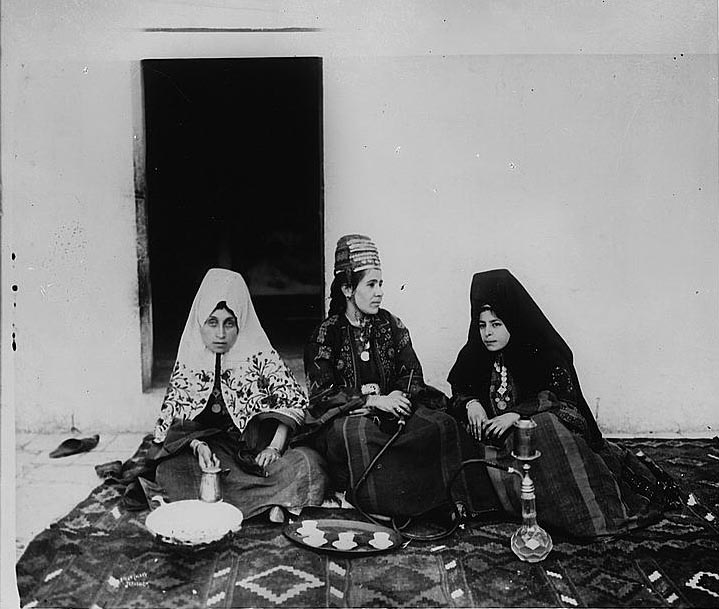
Palästinensische Frauen in Bethlehem (1914)

Die Hauptfiguren der Erzählungen sind überwiegend Mädchen und Frauen, die sich mit Klugheit, Mut und Geschick aus den schwierigsten Situationen befreien können. Da diese Situationen häufig durch ihre Einbettung in eine patriarchalische Umwelt oder durch dominant und rücksichtslos agierende männliche Antagonisten entstehen, können die Geschichten als implizite Kritik an Machtstrukturen verstanden werden, die Frauen sozial, ökonomisch und politisch benachteiligen. Die Anwesenheit erwachsener Männer beim Vortrag der Geschichten gilt im Allgemeinen als unangemessen und wird vermieden; als typisch männliche Erzählformen gelten demgegenüber die epische Dichtung (sīra) und Helden- und Abenteuergeschichten (qissa).
Zur Vorbereitung der Erzählung einer Hikaye wird zumeist das Licht gedämmt und das Publikum zur Rezitation des Glaubensbekenntnisses aufgefordert. Danach setzt die Geschichte ein, die sich thematisch oft mit Familienbeziehungen, Eheleben, Religion und überirdischen Phänomenen auseinandersetzt.

## Beispiel:Der Leinensack
Die Erzählung Der Leinensack ist eine Variante des weltweit verbreiteten Aschenputtel-Motivs. Im Unterschied zu dem überwiegend im europäischen Kulturraum verbreiteten Märchen erfährt die Protagonistin ihre Errettung aus ihrem Elend jedoch nicht in erster Linie dank der Intervention geheimnisvoller magischer Mächte, sondern führt diese durch aktives Handeln größtenteils selbst herbei. Zudem ist der eigentliche Verursacher ihres Elends nicht die böse Stiefmutter, sondern der eigene, leibliche Vater.

### Handlung
Ein König, der außer einer Tochter keine Kinder hat, wird zum Witwer. Da er keine Frau findet, die seine verstorbene Gattin an Schönheit übertrifft, will er seine eigene Tochter ehelichen. Ein Rechtsgelehrter, der herbeigerufen wird, um die Legitimität einer solchen Verbindung zu prüfen, beugt sich dem Willen des Königs. Die Tochter versucht erfolglos, ihn umzustimmen. Als er ihr ein Brautkleid und Juwelen kauft, sucht sie einen Sackleinenflechter auf und beauftragt ihn, ihr ein Sacktuch zu fertigen, das ihren Körper von Kopf bis Fuß bedeckt und nur das Gesicht freilässt. Sie versteckt es in der Toilette, zieht das Brautkleid an, geht zu ihrem Vater zurück und bittet ihn, vor der Hochzeit noch die Toilette aufsuchen zu dürfen. Der Vater fürchtet, sie werde versuchen zu flüchten, worauf das Mädchen anbietet, ein Seil an sich zu befestigen, an dem er ziehen könne, um sich zu vergewissern, dass sie noch da sei. Der Mann willigt ein.
Im Unterhaus befestigt sie das Seil zusammen mit ihren Armringen an einem schweren Stein, zieht das Sackkleid über und verschwindet in die Nacht. Der Vater ist beruhigt, als er an dem Seil zieht, den Widerstand spürt und das Klimpern der Armreife hört, wird nach längerer Zeit aber doch misstrauisch, entdeckt den Stein und reitet seiner Tochter nach. Er holt sie ein, erkennt sie in ihrer Verkleidung jedoch nicht. Sie gelangt in eine fremde Stadt und lässt sich an der Mauer eines Königspalastes nieder. Als eine Sklavin kommt und die Essensreste auf die Straße wirft, macht sie sich hungrig darüber her. Die Sklavin erzählt ihrer Herrin von dem elenden Fremden, die das für einen Mann gehaltene Mädchen darauf in der Küche anstellen lässt, wo sie unter dem Namen „Leinensack“ bekannt wird.
Im Königspalast findet einige Zeit später eine mehrtägige Hochzeit statt. Um unerkannt als Gast daran teilnehmen zu können, zieht sich das Mädchen statt ihres Sacktuchs das Kleid über, das sie von ihrem Vater erhalten hatte, und tanzt, bis sie des Tanzens müde ist und die Feier verlässt. Zurück in ihrem Leinensack erfährt sie von den heimkehrenden Sklavinnen von der bildschönen, geheimnisvollen Frau, die auf der Feier gesehen worden ist und von der niemand weiß, wer sie ist oder woher sie kam. Am folgenden und folgenden Tag wiederholt sich das Spiel, und die Königin wird auf sie aufmerksam. Sie erzählt ihrem Sohn, dem Prinzen, von ihr, und erklärt, sie würde die Fremde für ihn um ihre Hand bitten, wenn sie nur wüsste, wer sie sei.
Der Prinz will sich selbst ein Bild machen und verkleidet sich als Frau, um bei den Hochzeitsfeierlichkeiten bei der Damengesellschaft sein zu können. Erneut jedoch verschwindet das Mädchen, bevor sie für die Anwesenden fassbar wird. Am nächsten Abend versteckt sich der Prinz hinter der Tür. Als er das Mädchen von der Hochzeitsfeier davoneilen sieht, folgt er ihr heimlich nach Hause und entdeckt ihr Geheimnis. Erstaunt darüber, dass das geheimnisvolle Mädchen in seinem eigenen Haushalt als Sklavin dient, entschließt er sich, sich von ihr am nächsten Tag das Essen bringen zu lassen, ohne irgendjemandem von seiner Entdeckung zu berichten. Widerwillig und beschämt folgt „Leinensack“ dem Befehl und tritt mit dem Essen in sein Zimmer. Als sie allein sind, erklärt er ihr, dass er mit ihr essen wolle, und befreit sie von dem Leinentuch. Er benachrichtigt seine Mutter, die die Hochzeit ausrufen lässt. 40 Tage wird gefeiert, und sie leben glücklich bis ans Ende ihrer Tage.

## Schriftliche Sammlung
Ibrahim Muhawi und Sharif Kanaana sammelten insgesamt 45 im Gazastreifen, im Westjordanland und in Galiläa erzählte Geschichten, die 1989 unter dem Titel Speak Bird, Speak Again in englischer Übersetzung und unter dem Titel Qūl yā tayr (arabisch قول يا طير ‚Sprich, Vogel‘) 2001 in arabischer Sprache veröffentlicht wurden. Die Anthologie wurde anschließend auch ins Spanische und Französische übersetzt.
2007 ließ das von der Hamas kontrollierte Bildungsministerium der Palästinensischen Autonomiebehörde etwa 1500 Exemplare des Buches, das leichte sexuelle Anspielungen enthält, aus den Bibliotheken öffentlicher Schulbibliotheken entfernen mit der Begründung, die Geschichten bedienten sich einer umgangssprachlichen und teils anzüglichen Wortwahl, die zur Unterrichtung von Kindern nicht geeignet sei. Dies wurde als erstes Zeichen dafür gewertet, dass die islamische Partei der palästinensischen Gesellschaft ihren muslimischen Glauben aufzwingen wollte. Der Bildungsminister Nasser Shaer erklärte, der „Sturm im Wasserglas“ sei vorüber und die Entscheidung sei zurückgenommen worden. Sharif Kanaana, Mitherausgeber des Buches, sagte, der öffentliche Aufschrei habe die Behörden gelehrt, „keine übereilten und ungerechten Entscheidungen in Fragen unserer Kultur und unseres Erbes zu treffen“.